# Deceuninck-Quick-Step/Saison 2019
Diese Liste beschreibt die Mannschaft und die Erfolge des Radsportteams Deceuninck-Quick-Step in der Saison 2019.

## Erfolge in der UCI WorldTour
Bei den Rennen der UCI WorldTour im Jahr 2019 gelangen dem Team nachstehende Erfolg.
| Datum           | Rennen                                 | Sieger             |
| --------------- | -------------------------------------- | ------------------ |
| 15. Januar      | 1. Etappe Tour Down Under              | Elia Viviani       |
| 27. Januar      | Cadel Evans Great Ocean Road Race      | Elia Viviani       |
| 28. Februar     | 5. Etappe UAE Tour                     | Elia Viviani       |
| 2. März         | Omloop Het Nieuwsblad                  | Zdenek Stybar      |
| 9. März         | Strade Bianche                         | Julian Alaphilippe |
| 14. März        | 2. Etappe Tirreno-Adriatico            | Julian Alaphilippe |
| 15. März        | 3. Etappe Tirreno-Adriatico            | Elia Viviani       |
| 18. März        | 6. Etappe Tirreno-Adriatico            | Julian Alaphilippe |
| 23. März        | Mailand–Sanremo                        | Julian Alaphilippe |
| 29. März        | E3 BinckBank Classic                   | Zdenek Stybar      |
| 9. April        | 2. Etappe Baskenland-Rundfahrt         | Julian Alaphilippe |
| 14. April       | Paris–Roubaix                          | Philippe Gilbert   |
| 18. April       | 3. Etappe Türkei-Rundfahrt             | Fabio Jakobsen     |
| 24. April       | Wallonischer Pfeil                     | Julian Alaphilippe |
| 13. Mai         | 2. Etappe Kalifornien-Rundfahrt        | Kasper Asgreen     |
| 14. Mai         | 3. Etappe Kalifornien-Rundfahrt        | Remi Cavagna       |
| 15. Mai         | 4. Etappe Kalifornien-Rundfahrt        | Fabio Jakobsen     |
| 14. Juni        | 6. Etappe Critérium du Dauphiné        | Julian Alaphilippe |
| 18. Juni        | 4. Etappe Tour de Suisse               | Elia Viviani       |
| 19. Juni        | 5. Etappe Tour de Suisse               | Elia Viviani       |
| 22. Juni        | 8. Etappe Tour de Suisse (EZF)         | Yves Lampaert      |
| 8. Juli         | 3. Etappe Tour de France               | Julian Alaphilippe |
| 9. Juli         | 4. Etappe Tour de France               | Elia Viviani       |
| 19. Juli        | 13. Etappe Tour de France (EZF)        | Julian Alaphilippe |
| 3. August       | Clásica San Sebastián                  | Remco Evenepoel    |
| 4. August       | Prudential RideLondon & Surrey Classic | Elia Viviani       |
| 16. August      | 5. Etappe BinckBank Tour               | Alvaro Hodeg       |
| 25. August      | Cyclassics Hamburg                     | Elia Viviani       |
| 27. August      | 4. Etappe Vuelta a España              | Fabio Jakobsen     |
| 5. September    | 12. Etappe Vuelta a España             | Philippe Gilbert   |
| 11. September   | 17. Etappe Vuelta a España             | Philippe Gilbert   |
| 13. September   | 19. Etappe Vuelta a España             | Remi Cavagna       |
| 15. September   | 21. Etappe Vuelta a España             | Fabio Jakobsen     |
| 20. Oktober     | 4. Etappe Tour of Guangxi              | Enric Mas          |
| 17.–22. Oktober | Gesamtwertung Tour of Guangxi          | Enric Mas          |

## Erfolge in der UCI America Tour
Bei den Rennen der UCI America Tour im Jahr 2019 gelangen dem Team nachstehende Erfolge.
| Datum       | Rennen                                          | Kat. | Sieger             |
| ----------- | ----------------------------------------------- | ---- | ------------------ |
| 28. Januar  | 2. Etappe Vuelta a San Juan Internacional       | 2.1  | Julian Alaphilippe |
| 29. Januar  | 3. Etappe Vuelta a San Juan Internacional (EZF) | 2.1  | Julian Alaphilippe |
| 13. Februar | 2. Etappe Tour Colombia                         | 2.1  | Alvaro Hodeg       |
| 15. Februar | 4. Etappe Tour Colombia                         | 2.1  | Bob Jungels        |
| 16. Februar | 5. Etappe Tour Colombia                         | 2.1  | Julian Alaphilippe |

## Erfolge in der UCI Europe Tour
Bei den Rennen der UCI Europe Tour im Jahr 2019 gelangen dem Team nachstehende Erfolge.
| Datum             | Rennen                           | Kat. | Sieger                |
| ----------------- | -------------------------------- | ---- | --------------------- |
| 16. Februar       | 3. Etappe Tour La Provence       | 2.1  | Philippe Gilbert      |
| 20. Februar       | 1. Etappe Algarve-Rundfahrt      | 2.HC | Fabio Jakobsen        |
| 24. Februar       | 5. Etappe Algarve-Rundfahrt      | 2.HC | Zdenek Stybar         |
| 3. März           | Kuurne–Brüssel–Kuurne            | 1.HC | Bob Jungels           |
| 5. März           | Le Samyn                         | 1.1  | Florian Senechal      |
| 10. April         | Scheldeprijs                     | 1.HC | Fabio Jakobsen        |
| 25. Mai           | Hammer Sprint Hammer Stavanger   | 2.1  | Deceuninck-Quick-Step |
| 29. Mai           | 2. Etappe Norwegen-Rundfahrt     | 2.HC | Alvaro Hodeg          |
| 7. Juni           | Hammer Climb Hammer Limburg      | 2.1  | Deceuninck-Quick-Step |
| 8. Juni           | Hammer Sprint Hammer Limburg     | 2.1  | Deceuninck-Quick-Step |
| 7.–9. Juni        | Gesamtwertung Hammer Limburg     | 2.1  | Deceuninck-Quick-Step |
| 13. Juni          | 2. Etappe Belgien-Rundfahrt      | 2.HC | Remco Evenepoel       |
| 12.–16. Juni      | Gesamtwertung Belgien-Rundfahrt  | 2.HC | Remco Evenepoel       |
| 22. Juni          | Heistse Pijl                     | 1.1  | Alvaro Hodeg          |
| 25. Juli          | 1. Etappe Adriatica Ionica Race  | 2.1  | Alvaro Hodeg          |
| 27. Juli          | 3. Etappe Adriatica Ionica Race  | 2.1  | Remco Evenepoel       |
| 28. Juli          | 4. Etappe Adriatica Ionica Race  | 2.1  | Alvaro Hodeg          |
| 31. August        | 3. Etappe Deutschland Tour       | 2.HC | Kasper Asgreen        |
| 20. September     | Kampioenschap van Vlaanderen     | 1.1  | Jannik Steimle        |
| 21. September     | 4. Etappe Slowakei-Rundfahrt     | 2.1  | Elia Viviani          |
| 18.–21. September | Gesamtwertung Slowakei-Rundfahrt | 2.1  | Yves Lampaert         |
| 3. Oktober        | Münsterland Giro                 | 1.HC | Alvaro Hodeg          |

## Erfolge in den Nationalen Straßen-Radsportmeisterschaften
Bei den Rennen der Nationalen Straßen-Radsportmeisterschaften 2019 konnte das Team nachstehende Titel erringen.
| Datum     | Rennen                                          | Fahrer              |
| --------- | ----------------------------------------------- | ------------------- |
| 28. April | Argentinische Meisterschaft – Straßenrennen     | Maximiliano Richeze |
| 27. Juni  | Dänische Meisterschaft – Einzelzeitfahren       | Kasper Asgreen      |
| 28. Juni  | Luxemburgische Meisterschaft – Einzelzeitfahren | Bob Jungels         |
| 30. Juni  | Luxemburgische Meisterschaft – Straßenrennen    | Bob Jungels         |
| 30. Juni  | Dänische Meisterschaft – Straßenrennen          | Michael Mørkøv      |
| 30. Juni  | Niederländische Meisterschaft – Straßenrennen   | Fabio Jakobsen      |

## Mannschaft
| Teamkader 2019                               | Teamkader 2019     | Teamkader 2019         | Teamkader 2019                       |
| Name                                         | Geburtsdatum       | Land                   | Vorheriges Team                      |
| -------------------------------------------- | ------------------ | ---------------------- | ------------------------------------ |
| Julian Alaphilippe                           | 11. Juni 1992      | Frankreich             | Etixx-iHNed (2013)                   |
| Kasper Asgreen                               | 8. Februar 1995    | Dänemark               | Virtu Cycling (2018)                 |
| Rémi Cavagna                                 | 10. August 1995    | Frankreich             | Klein Constantia (2016)              |
| Tim Declercq                                 | 21. März 1989      | Belgien                | Topsport Vlaanderen-Baloise (2016)   |
| Dries Devenyns                               | 22. Juli 1983      | Belgien                | IAM Cycling (2016)                   |
| Remco Evenepoel                              | 25. Januar 2000    | Belgien                | Acrog-Pauwels-Sauzen-Balen BC (2018) |
| Philippe Gilbert                             | 5. Juli 1982       | Belgien                | BMC Racing Team (2016)               |
| Álvaro Hodeg                                 | 16. September 1996 | Kolumbien              | Coldeportes-Zenú (2017)              |
| Mikkel Frølich Honoré                        | 21. Januar 1997    | Dänemark               | Virtu Cycling (2018)                 |
| Fabio Jakobsen                               | 31. August 1996    | Niederlande            | SEG Racing Academy (2017)            |
| Bob Jungels                                  | 22. September 1992 | Luxemburg              | Trek Factory Racing (2015)           |
| Iljo Keisse                                  | 21. Dezember 1982  | Belgien                | Topsport Vlaanderen-Mercator (2009)  |
| James Knox                                   | 4. November 1995   | Vereinigtes Königreich | Team Wiggins (2017)                  |
| Yves Lampaert                                | 10. April 1991     | Belgien                | Topsport Vlaanderen-Baloise (2014)   |
| Davide Martinelli                            | 31. Mai 1993       | Italien                | Colpack (2015)                       |
| Enric Mas                                    | 7. Januar 1995     | Spanien                | Klein Constantia (2016)              |
| Michael Mørkøv                               | 30. April 1985     | Dänemark               | Katusha-Alpecin (2017)               |
| Maximiliano Richeze                          | 7. März 1983       | Argentinien            | Lampre-Merida (2015)                 |
| Fabio Sabatini                               | 18. Februar 1985   | Italien                | Cannondale (2014)                    |
| Florian Sénéchal                             | 10. Juli 1993      | Frankreich             | Cofidis, Solutions Crédits (2017)    |
| Pieter Serry                                 | 21. November 1988  | Belgien                | Topsport Vlaanderen-Mercator (2012)  |
| Zdeněk Štybar                                | 11. Dezember 1985  | Tschechien             | Telenet-Fidea (2011)                 |
| Petr Vakoč                                   | 11. Juli 1992      | Tschechien             | Etixx-iHNed (2013)                   |
| Elia Viviani                                 | 7. Februar 1989    | Italien                | Team Sky (2017)                      |
| Eros Capecchi                                | 13. Juni 1986      | Italien                | Astana (2016)                        |
| Jannik Steimle (1. Aug.–31. Dez., Stagiaire) | 4. April 1996      | Deutschland            | Team Vorarlberg-Santic (2019)        |
| Samuel Gaze (1. Aug.–31. Dez., Stagiaire)    | 12. Dezember 1995  | Neuseeland             |                                      |
|                                              |                    |                        |                                      |
| Quellen: ProCyclingStats Cycling Quotient    |                    |                        |                                      |